# Јунес Беланда
Јунес Беланда (арап. يونس بيلهاندا‎‎; фр. Younès Belhanda); Авињон, 25. фебруар 1990) професионални је марокански фудбалер који примарно игра у везном реду на позицији предњег везног.

## Клупска каријера
Беланда је рођен у Авињону, граду на југу Француске, у породици мароканских миграната. Одрастао је у оближњем Арамону, где је у локалном клубу почео и да тренира фудбал као седмогодишњи дечак. Када је имао 13 година уочили су га скаути екипе Монпељеа у ком је наставио даље фудбалско усавршавање.  
У сезони 2007/08. Беланда је промовисан у резервни састав Монпељеа са којим је наступао у четвртој аматерској лиги. У јулу 2009. потписује први професионални, трогодишњи уговор са Монпељеом, а у професионалној конкуренцији дебитовао је већ на првој утакмици Лиге1 у сезони 2009/10. против Париз Сен Жермена. први погодак у професионалној каријери постигао је у првенственој утакмици против Олимпик Марсеја играној на Велодрому 19. септембра исте године. Захваљујући одличним партијама у својој дебитантској сезони, већ у лето наредне године продужава уговор са клубом на још две сезоне. први велики успех у професионалној каријери остварио је у сезони 2011/12. када је са Монпељеом освојио титулу првака Француске, први велики трофеј у клупској историји.
Након још једне сезоне у Француској, у јулу 2013. Беланда потписује петогодишњи уговор са трофејним украјинским клубом Динамом из Кијева, за суму од 10 милиона евра. Након успешне две сезоне у Динаму, током којих је освојио по два трофеја намењена националном прваку и освајачу националног купа, одлази прво на полугодишњу позајмицу у немачки Шалке (пролећни део сезоне 2015/16), а потом целу сезону 2016/17. проводи играјући за Ницу. 
У јуну 2017. напушта Динамо и потписује четворогодишњи уговор са турским Галатасарајем, вредан 8,75 милиона евра. Већ током прве сезоне у Турској осваја титулу националног прваа.

## Репрезентативна каријера
Иако је играо за младу репрезентацију Француске на турниру у Тулону, Беланда се убрзо одлучио да у сениорској конкуренцији брани боје репрезентације Марока.
За сениорску репрезентацију Марока дебитовао је 17. новембра 2010. у пријатељској утакмици са селекцијом Северне Ирске. Прво велико такмичење на ком је наступио био је афрички куп нација 2012. где је одиграо све три утакмице групне фазе, а у последњој утакмици против Нигера постигао и свој први гол. 
Селектор Ерве Ренар уврстио га је на списак играча за Светско првенство 2018. у Русији, где је одиграо све три утакмице за Мароко у групи Б.

### Голови за репрезентацију
| №  | Датум              | Место      | Ривал    | Голови | Резултат | Такмичење                 |
| -- | ------------------ | ---------- | -------- | ------ | -------- | ------------------------- |
| 1. | 31. јануар 2012.   | Либревил   | Нигер    | 1:0    | 1:0      | Куп афричких нација 2012. |
| 2. | 15. јун 2013.      | Маракеш    | Гамбија  | 2:0    | 2:0      | Квалификације за СП 2014. |
| 3. | 7. септембар 2014. | Казабланка | Либија   | 1:0    | 3:0      | Пријатељска утакмица      |
| 4. | 4. јун 2018.       | Женева     | Словачка | 2:1    | 2:1      | Пријатељска утакмица      |
| 5. | 9. јун 2018.       | Талин      | Естонија | 1:0    | 3:1      | Пријатељска утакмица      |

## Успеси и признања
ФК Монпеље
- Лига 1 (1): 2011/12.

 ФК Динамо Кијев
- Првенство Украјине (2): 2014/15, 2015/16.
- Украјински куп (2): 2014/15, 2015/16.

 ФК Галатасарај
- Турска суперлига (1): 2017/18.